# Editorial Reverté
La Editorial Reverté es un grupo editorial español, especializado en libros científicos y técnicos. Distribuye sus ediciones en España, Portugal y países latinoamericanos. Su oficina central está en Barcelona y cuenta también con sedes en Bogotá y Ciudad de México.

## Historia
Editorial Reverté fue fundada por Pedro Reverté Gil en el año 1947, en Barcelona, dedicada a la traducción de libros sobre las diversas ramas de la Ciencia. En la década de los 1960 inicia su expansión americana bajo la dirección del hijo del fundador, Felipe Reverté, y de Juan Sala. A finales de la década de los 90, y coincidiendo con la tercera generación de descendientes de la fundación, se da nuevo impulso a la edición del libro científico-técnico, incorporando nuevas áreas de conocimiento, entre las que cabe destacar sus tres colecciones de libros de Arquitectura,y editando contenidos en los nuevos formatos (e-book, materiales complementarios, etc.). En el año 2017 editorial Reverté crea la línea editorial "Reverté Management", dedicada a la publicación de libros de liderazgo y desarrollo personal y profesional, con la intención de ofrecer al lector en lengua castellana textos de los principales expertos internacionales y de editoriales del prestigio de la Harvard Business Review Press.